# Flora Wiström
Flora Ethel Teresa Ingeborg Wiström, född 20 september 1994 i Stockholm, är en svensk författare och bloggare.
Hon debuterade 2016 med romanen Stanna på Bonnier Carlsen och driver sedan 2007 bloggen Flora med ca 550 000 sidvisningar i månaden. Stanna fick många positiva recensioner, bland annat i Dagens Nyheter. Stanna släpptes som ljudbok 2017, och nominerades till Stora Ljudbokspriset i kategorin Bästa Ungdom 2017. Hennes andra roman Hålla andan utkom på Bonnier Carlsen i maj 2019. 2023 utkom hennes tredje roman Här ruvar havet på Norstedts förlag.
Wiström drev podcasten Flora & Frida tillsammans med fotografen Frida Vega Salomonsson från 2015 till 2017. Podden var nominerad i kategorin Konst & Livsstil hos Svenska Podcastpriset 2016, och slutade på fjärde plats. 2023-2024 drev Wiström litteraturpodden Röda rummet. Under 2024 drev hon även litteraturpodden Texten.
I dag är Wiström verksam som författare, skribent och bloggare, och håller även i skrivkurser med vännen och författarkollegan Yrsa Keysendal.